# Khan Eshieh
Khan Eshieh (arabe : مخيم خان الشيخ) est un camp de réfugiés palestiniens établi en 1949 à côté des ruines de Khan Eshieh à 27 kilomètres au sud-ouest de Damas en Syrie. Le Khan a toujours été une halte pour les caravanes sur la route entre Damas et le sud-ouest, et il a servi de refuge pour les palestiniens dès 1948.
La majorité des réfugiés proviennent du nord de la Palestine. Beaucoup ont une bonne éducation, et sont fonctionnaires ou enseignants tandis les autres sont employés de ferme ou ouvriers. Le camp n'a pas de système d'égouts et ne possède que des latrines, ce qui pose des problèmes sanitaires non seulement pour les habitants du camp mais aussi pour les villages avoisinants.